# 391795 Univofutah
391795 Univofutah è un asteroide della fascia principale. Scoperto nel 2008, presenta un'orbita caratterizzata da un semiasse maggiore pari a 2,7333892 UA e da un'eccentricità di 0,1263113, inclinata di 11,00419° rispetto all'eclittica.
L'asteroide è dedicato alla Università dello Utah.